# Feofilivka, Iampil
Feofilivka (în ucraineană Феофілівка) este un sat în comuna Stepne din raionul Iampil, regiunea Sumî, Ucraina.

## Demografie
Componența lingvistică a localității Feofilivka
     Ucraineană (100%)
Conform recensământului din 2001, toată populația localității Feofilivka era vorbitoare de ucraineană (100%).